# Pogorje Aravali
Pogorje Aravalli je gorovje v severozahodni Indiji, ki poteka približno 670 km v jugozahodni smeri, začne se blizu Delhija, poteka skozi južno Harjano, Radžastan in konča v Ahmedabad Gudžarat. Najvišji vrh je Guru Šikhar na Mount Abu s 1722 m. Pogorje Aravali je verjetno najstarejša geološka značilnost na Zemlji, ki izvira iz proterozoika.
Pogorje Aravali je bogato z naravnimi viri in služi kot zaviralec rasti zahodne puščave.

## Etimologija
Aravali, sestavljena sanskrtska beseda iz korenin ara in vali, dobesedno pomeni linija vrhov.

## Naravna zgodovina
Pogorje Aravali, erodirana škrbina starodavnih gora, naj bi bilo najstarejše nagubano gorovje v Indiji. Naravna zgodovina pogorja Aravali sega v čase, ko je bila Indijska plošča od Evrazijske plošče ločena z oceanom. Proterozojski orogeni pas Aravali-Delhi v severozahodni Indiji je glede sestavnih delov podoben mlajšim orogenim pasovom himalajskega tipa iz mezozojsko-kenozojske dobe (fanerozoika) in zdi se, da je šel skozi skoraj urejen Wilsonov superkontinentalni cikel dogodkov. Pogorje se je dvignilo v predkambrijskem dogodku, imenovanem Aravali-Delhi Orogen. Pogorje Aravali je orogeni pas v smeri severovzhod–jugozahod, ki je na severozahodnem delu Indijskega polotoka. Je del Indijskega ščita, ki je nastal iz niza kratonskih trkov. V starodavnih časih so bili Aravali izjemno visoki, a so se od takrat skoraj popolnoma obrabili zaradi milijonov let vremenskih vplivov, medtem ko se Himalaja, mlade nagubane gore, še vedno nenehno dvigajo. Aravali so prenehali rasti zaradi prenehanja potiska navzgor, ki so ga povzročile tektonske plošče v zemeljski skorji pod njimi. Pogorje Aravali združuje dva segmenta starodavne zemeljske skorje, ki sestavljata večji indijski kraton, kraton Aravali, ki je segment zemeljske skorje Marvar severozahodno od pogorja Aravali, in segment kratona Bundelkand zemeljske skorje na jugovzhodu pogorja Aravali. Kratoni, ki jih običajno najdemo v notranjosti tektonskih plošč, so stari in stabilni deli celinske litosfere, ki so med cikli združevanja in razpok celin ostali razmeroma nedeformirani.
Sestavljen je iz dveh glavnih zaporedij, ki sta nastali v proterozojskem eonu, metasedimentne kamnine (sedimentne kamnine, metamorfizirane pod pritiskom in toploto brez taljenja) in metavulkanske kamnine (metamorfizirane vulkanske kamnine) zaporedij superskupine Aravali in superskupine Delhi. Ti dve superskupini ležita nad arhejsko osnovo gnajsnega kompleksa Bhilvara, ki je gnejsična (visoka stopnja metamorfizma sedimentnih ali magmatskih kamnin) podlaga, oblikovana med arhejskim eonom pred 4 Ga. Začelo se je kot obrnjena kotanja, ki se je razpokala in raztrgala v granitoidno podlago, sprva med pasivnim razpokom Aravali pred približno 2,5 do 2,0 milijarde let in nato med aktivnim razpokom v Delhiju pred približno 1,9 do 1,6 milijarde let. Začelo se je z razpokami togega arhejskega kontinenta, pasastega gnajskega kompleksa okoli 2,2 Ga s soobstoječo tvorbo avlakogena Bhilvara v njegovem vzhodnem delu in morebitnim razpokom in ločitvijo celine vzdolž črte, ki je vzporedna z lineamentom Rakhabdev na zahodu, hkratni razvoj pasivnega celinskega roba z dvigajočimi se sedimenti na podmorskem pasu pasov Aravali-Džharol, ki se odlagajo na oslabljeno skorjo na vzhodnem boku ločene celine, naknadno uničenje celinskega roba z akrecijo Delhijskega otočnega loka (vrsta arhipelaga, sestavljen iz verige vulkanov v obliki loka, tesno nameščenih vzporedno s konvergentno mejo med dvema konvergentnima tektonskima ploščama) z zahoda okoli 1,5 Ga. Ta dogodek trka tektonskih plošč je vključeval zgodnje narivanje z delno obdukcijo (narivanje oceanske litosfere na celinsko litosfero pri mejah konvergentne plošče) oceanske skorje vzdolž lineamenta Rakhabdev, sploščenje in morebitno zvijanje (imenovano tudi prelom zdrsne plošče, bočno vodoravno gibanje trkajočih se plošč brez navpičnega gibanja) vzporedno z območjem trka. Povezane mafične magmatske kamnine kažejo tako celinsko kot oceansko toleitično geokemijo (z magnezijem in železom bogate magmatske kamnine) iz fanerozojskega eona (541–0 milijonov) z z razpokami povezanimi magmatskimi kamninami.
Orogen Aravali-Delhi je orogenski dogodek, ki je privedel do velike strukturne deformacije zemeljske litosfere (skorje in najvišjega plašča, kot sta gubasto gorovje Aravali in Himalaja) zaradi interakcije med tektonskimi ploščami, ko se celinska plošča zmečka in potisne navzgor, da tvorijo gorske verige, in vključujejo veliko število geoloških procesov, ki jih skupaj imenujemo orogeneza.

### Minerali
Arhejska klet je služila kot tog indentor, ki je nadzoroval celotno klinasto geometrijo orogena. Litologija območja kaže, da so osnovne kamnine Aravali iz mevarskega gnajsa, ki je nastal z visokokakovostnimi regionalnimi metamorfnimi procesi iz že obstoječih formacij, ki so bile prvotno sedimentne kamnine z najzgodnejšo življenjsko obliko, ki so nastale med arhejskim eonom, te vsebujejo fosile enoceličnih organizmov, kot je npr. zelene alge in cianobakterije v stromatolitnih karbonatnih oceanskih grebenih, ki so nastali v paleoproterozoiku. Sedimentne ekshalativne usedline sulfidnih rud na osnovi kovin so se v veliki meri oblikovale vzdolž več dolgih linearnih con v avlakogenu Bhilvara ali povzročile lokalno koncentracijo v razpokanem kontinentalnem robu Aravali, kjer so nastali tudi bogati stromatolitni fosforiti. Tektonski razvoj gorovja Aravali kaže, da so kamnine Mevar Geniss prekrite s kamninami Delhijske superskupine, ki imajo tudi post-Aravalijeve vdore. Rude kovinskega sulfida so nastale v dveh različnih obdobjih, rude svinčevega in cinkovega sulfida so nastale v sedimentnih kamninah pred približno 1,8 milijarde let med fazo paleoproterozoika. Tektonsko okolje mineralizacije cinkovih, svinčevih in bakrovih sulfidov v kamninah delhijske superskupine v Harjani in Delhiju je nastalo zaradi vulkanskega delovanja plašča pred približno eno milijardo let, ki je med mezoproterozoikom zajelo Harjano in Radžastan. V južnem delu loka nadskupine Aravali so nastajali sulfidi navadnih kovin blizu subdukcijske cone na zahodnem obrobju in v območjih širjenja zadnjega loka proti jugovzhodu. Nadaljnja subdukcija je povzročila mineralizacijo volfram-kositra v S-tipu (sedimentna nemetamorfizirana kamnina), felziku (vulkanska kamnina) in plutonih (kristalizirana strjena magma). To vključuje komercialno uspešne količine mineralov, kot so naravni fosfat, mineralna nahajališča svinca, cinka in srebra v Zavarju, serpentinit Rikahbdev, smukec, pirofilit, azbest, apatit, kianit in beril.

### Rudarstvo
Kopanje bakra in drugih kovin v pogorju Aravali sega vsaj v 5. stoletje pr. n. št. na podlagi ogljičnega datiranja. Nedavne raziskave kažejo, da so tu že kopali baker v obdobju Sothi-Sisval, ki sega v leto ok. 4000 pr. n. št. Starodavna naselja Kalibangan in Kunal so tu pridobivala baker.

### Geografske lastnosti
Indijski kraton vključuje pet večjih kratonov. Kratoni so del celinske skorje, sestavljen iz zgornje plasti, imenovane platforme, in starejše spodnje plasti, imenovane temeljne kamnine. Ščiti so del kratona, kjer na površje izstopa temeljna kamnina in so relativno najstarejši in najbolj stabilni deli, ki jih tektonika plošč nedeformira. Kraton Aravali (kraton Marvar-Mevar ali zahodnoindijski kraton) pokriva Radžastan ter zahodno in južno Harjano. Vključuje kraton Mevar na vzhodu in kraton Marvar na zahodu. Omejuje ga Veliki mejni prelom na vzhodu, puščava Thar na zahodu, indogangeški aluvij na severu in porečja reke Son-Narmada-Tapti na jugu. V glavnem ima kvarcit, marmor, pelit, droba in ugasle vulkane, izpostavljene v Aravali-Delhi Orogenu. Džodhpur Group-Malani Magneous Suite Contact je geološka značilnost, ki predstavlja zadnjo fazo magmatske dejavnosti predkambrijskega obdobja na indijski podcelini ob vznožju slikovite trdnjave Mehrangarh v mestu Džodhpur, drugem največjem mestu v Radžastanu za Džaipurjem.
Edinstvenost geološke značilnosti v Jodhpurju je spodbudila Indijski geološki zavod (GSI), da je mesto razglasil za nacionalni geološki spomenik.

## Človeška zgodovina
Pogorje Aravali je bilo kraj treh velikih stopenj človeške zgodovine, zgodnja kamena doba je bila priča uporabi kremenovih kamnov; srednja kamena doba od leta 20.000 pr. n. št. je udomačila govedo za poljedelstvo; in po kameni dobi, ki se je začela od 10.000 pred sedanjostjo, so se razvile civilizacija Kalibangan, 4000 let stara civilizacija Aahar in 2800 let stara civilizacija Gnešvar.

### Civilizacija hribovja Tošam rudnikov Inda
Hribovje Tošam ima več civilizacijskih območij v dolini Inda v hribovju in okoli njega, saj območje spada pod bakronosno območje jugozahodne Harjane in severovzhodnega Radžastana hribovja Aravali.
Preiskava mreže IVC potreb po mineralni rudi za metalurško delo in trgovino kaže, da je najpogostejša vrsta brusnega kamna v Harapi delhijski kvarcit, ki ga najdemo le v najbolj zahodnih obrobjih območja Aravali v južni Harjani blizu vasi Kaliana in Makanvas v okrožju Bhivaniju. Kvarcit je rdeče-rožnate do rožnato sive barve in je prepreden s tankimi zlomi, napolnjenimi s hematitom in kremenom, s teksturo sladkastih zrn.
Ravindra Nath Singh in njegova ekipa s Hindujske univerze Banaras sta v letih 2014 in 2016 izvedla izkopavanja civilizacijskega najdišča v dolini Inda, ki jih je financiral ASI, na območju vladne šole v Khanaku. Našli so materiale IVC, lončenino, poldrage kroglice zgodnje zrelosti harapske faze lapis lazuli, karneol in druge. Našli so tudi dokaze o metalurških dejavnostih, kot so lončki (uporabljajo se za vlivanje staljene kovine), obloge peči, žgana tla, pepel in rudnina. Keramična petrografija, metalografija, vrstični elektronski mikroskop (SEM, nedestruktivni, površinske slike nanometrske ločljivosti), energetsko disperzivna rentgenska spektroskopija (EDXA in EDXMA nedestruktivni, kvalitativna in kvantitativna elementarna sestava) in transmisijska elektronska mikroskopija (TEM, destruktivna metoda) znanstvene študije najdenega materiala dokazujejo, da so na lokaciji Khanak živeli metalurški delavci IVC, ki so uporabljali lokalno izkopan polimetalni kositer, poznali pa so tudi metalurško delo z bakrom in bronom. Najnižja raven najdišča sega v predharapsko dobo do kulture Sothi-Sisval (4600 pr. n. št. ali 6600 pr. n. št.) pogojno.

### Kulturni kompleks Ganešvar Sunari
Kulturni kompleks Ganešvar sunari (GSCC) je zbirka naselbin iz 3.a tisočletja pr. n. št. na območju hriba Aravali. Med njimi so podobnosti v materialni kulturi in v izdelavi bakrenega orodja. So v bližini rudnikov bakra.
»GSCC je vzhodno od harapske kulture, severovzhodno od kompleksa Ahar-Banas, severno/severozahodno od kulture Kajatha in kasneje zahodno od najdišč OCP-bakrenih zakladov (kultura oker obarvane keramike-baker). GJCC, ki je v regijah gorovja Aravali, predvsem ob rekah Kantli, Sabi, Sota, Dohan in Bondi, je največja skupnost proizvajalcev bakra v južni Aziji v 3 tisočletju pred našim štetjem s 385 dokumentiranimi najdišči. GSCC so bili dokumentirani predvsem v okrožjih Džaipur, Džhundžhunu in Sikar v Radžastanu v Indiji ...«

Lončenina, najdena na tem območju, vključuje vrezano posodo in pritrjene ploščice.
V Tehsil Kot Putli v okrožju Džaipur (geografske koordinate: N 27° 35' 51", 76° 06' 85" E) sta dve glavni vrsti najdišč, Ganešvar in Sunari.

## Okolje

### Podnebje
Severno pogorje Aravali v Delhiju in Harjani ima vlažno subtropsko podnebje in vroče polsušno celinsko podnebje z zelo vročimi poletji in razmeroma hladnimi zimami. Glavne značilnosti podnebja v Hisarju so suhost, ekstremne temperature in malo padavin. 
Najvišja dnevna temperatura poleti se giblje med 40 in 46 °C. Pozimi se giblje med 1,5 in 4 °C.
Centralno območje Aravali v Radžastanu ima suho in suho podnebje.
Južno pogorje Aravali v Gudžaratu ima tropsko mokro in suho podnebje.

### Reke
Tri glavne reke in njihovi pritoki tečejo iz Aravalija, in sicer reki Banas in Sahibi, ki sta pritoki Jamune, ter reka Luni, ki se izliva v Kački Ran.
- Reke, ki tečejo od severa proti jugu, izvirajo z zahodnih pobočij pogorja Aravalija v Radžastanu, tečejo skozi jugovzhodni del puščave Thar in se končajo v Gudžaratu.
  - Reka Luni izvira v dolini Puškar blizu Adžmerja in se konča v močvirju Kački Ran. Nekoč je bil to eden od kanalov reke Sarasvati, zato je na njegovih bregovih več civilizacijskih območij v dolini Inda, vključno z Lothalom.
  - Reka Sakhi se konča v močvirnih predelih Kačkega Rana.
  - Reka Sabarmati izvira na zahodnih pobočjih pogorja Aravali v okrožju Udaipur in se konča v zalivu Khambhat Arabskega morja.
- Reke, ki tečejo od zahoda proti severozahodu, izvirajo z zahodnih pobočij pogorja Aravali v Radžastanu, tečejo skozi polsuho zgodovinsko regijo Šekhavati in se izlivajo v južno Harjano. Ob bregovih teh rek je bilo najdenih več najdišč kulture oker keramike, prav tako opredeljenih kot pozna harapska faza kulture Indske civilizacije.[27]
  - Reka Sahibi izvira blizu Manoharpurja v okrožju Sikar, teče skozi Harjano in se sreča z reko Jamuno v Delhiju, kjer se imenuje odtok Nadžafgarh, skupaj z naslednjimi pritoki: Jez Masani je pomembno območje divjih živali.
    - Reka Dohan, pritok reke Sahibi, izvira blizu mesta Neem Ka Thana v okrožju Sikar.
    - Reka Sota, pritok reke Sahibi, s katero se združi pri Behrorju v okrožju Albar.
    - Reka Krišnavati, nekdanji pritok reke Sahibi, izvira blizu rudnikov bakra Dariba v okrožju Radžsamand v Radžastanu, teče skozi Patan v okrožju Dausa in Mothooka v okrožju Alvar, nato pa izgine v okrožju Mahendragarh v Harjani veliko preden doseže reko Sahibi. Prej je bila pritok Sahibija in del njenega sedanjega kanaliziranega kanala se imenuje odtok št. 8. Veliko pomembnih mokrišč leži v njenem paleokanalu, vključno z Matanhailom, Čhučhakvas-Godhari, rezervatom za divje živali Khaparvas, svetiščem za divje živali Bhindavas, Sarbaširpur, narodni park Sultanpur, Basai in izgubljeno jezero (Gurugram).
- Od zahoda proti severovzhodu tečejo reke, ki izvirajo z vzhodnih pobočij pogorja Aravali v Radžastanu, tečejo proti severu v Jamuno.
  - Reka Čambal, južni pritok reke Jamune.
    - Reka Banas, severni pritok reke Čambal.
      - Reka Berač, južni pritok reke Banas, izvira v hribih okrožja Udaipur.
        - Reka Ahar, desni (ali vzhodni) pritok reke Berač, izvira v hribih okrožja Udaipur, teče skozi mesto Udaipur in tvori znamenito jezero Pičola.
        - Reka Wagli, desni pritok reke Berač.
        - Reka Wagon, desni pritok reke Berač.
        - Reka Gambhiri, desni pritok reke Berač.
        - Reka Orai, desni pritok reke Bera.

## Ekologija

### Koridorji divjih živali

#### Veliki zeleni zid Indije
»Veliki zeleni zid Aravalli« je 1600 km dolg in 5 km širok zeleni ekološki koridor vzdolž pogorja Aravali od Gudžarata do Delhija, povezan bo s pogorjem Šivalik in na njem bo zasajenih 1,35 milijarde novih avtohtonih dreves 10 let za sanacijo gozdnatosti na tem območju. Izveden na podlagi koncepta, podobnega velikemu zelenemu zidu Sahare v Afriki, bo deloval kot blažilnik pred onesnaženjem, od katerega ga 51 % povzroča industrijsko onesnaženje, 27 % vozila, 8 % sežig pridelkov in 5 % z divali ognjemetom.

#### Severni aravalski leopard in koridor divjih živali
Koridor divjih živali leopardov Sariska-Delhi ali Severnega aravalskega leoparda koridor divjih živali je 200 km dolg pomemben koridor biotske raznovrstnosti in divjih živali, ki poteka od rezervata tigrov Sariska v Radžastanu do grebena Delhi.
Ta koridor je pomemben življenjski prostor za indijske leoparde in šakale Aravalija. Januarja 2019 je Indijski inštitut za divje živali objavil, da se bo lotil raziskave leopardov in divjih živali z uporabo odtisov in kamer, nato pa bodo leoparde in šakale spremljali prek radijskih ovratnic. Urbani razvoj, zlasti ceste in železnice, ki razpolavljajo pogorje Aravali in koridor divjih živali na več mestih, predstavljajo veliko tveganje. Veliki deli Aravalija so pravno in fizično nezaščiteni, brez prehodov za divje živali in malo ali nič dela za ohranjanje divjih živali, kar je povzročilo smrt več kot 10 leopardov v 4 letih med januarjem 2015 in januarjem 2019.
Na harjanski strani hribovskih gozdov Gurugram-Faridabad Aravali ni dovolj vode, zaradi česar so divje živali tam le redko vidne. Vlada Harjane je za raziskave iz zraka uporabila brezpilotna letala in leta 2018 izkopala 22 efemernih jam za shranjevanje deževnice, ki je v poletnih mesecih presahnila. Januarja 2019 je vlada objavila načrt, da bodo jame postale trajne, tako da bo te povezala s cevovodi iz bližnjih vasi.
Veliko nevarnost predstavlja tudi človekova dejavnost, kot sta nenačrtovana urbanizacija in onesnaževanje industrijskih obratov. Vladni uradniki pogosto nasprotujejo in zanikajo prisotnost divjih živali, kot je leopard, tako da se lahko gozdna zemljišča izkoriščajo in odprejo za vsiljiv človeški razvoj.
Ta habitat je resno ogrožen zaradi napačnih dejanj vlade Harjane, ki je leta 2019 sprejela spremembo zakona o odtujitvi zemlje Pandžaba iz leta 1900 (PLPA). Guverner je dal soglasje k dejanju, vendar ga vlada Harjane še ni obvestila, zato je v negotovosti in uradno ni postal zakon. Ta sprememba bo zmanjšala naravna varstvena območja Harjane (NCZ) za 47 % iz 122.113,30 hektarjev na samo 64.384,66 hektarjev. To je v nasprotju s številnimi smernicami indijskega vrhovnega sodišča in obvestilom NCR Planning Board (NCRPB), ki navaja, da je prvotnih 122.113,30 hektarov ekološko občutljivega gozda Južne Harjane gozd, »Glavne naravne značilnosti, opredeljene kot okoljsko občutljiva območja so podaljšek grebena Aravalli v Radžastanu, Harjani in NCT-Delhiju; gozdna območja; reke in pritoki ... večja jezera in vodna telesa, kot so jezero Badkhal, Suraj Kund in Damdama v podregiji Harjana.« To območje kot del koridorja leopardov in divjih živali Severnega Aravalija je pomemben življenjski prostor za leoparde v Harjani.

#### Južnega aravalskega leoparda koridor divjih živali
Ta koridor poteka od Sariske in Ranthmborja do narodnega parka Kački Ran in narodnega parka Gir v Gudžaratu.

### Naravni rezervati
V pogorju Aravali ležijo naslednji narodni parki, rezervati za divje živali in gozdovi.
- Greben Delhi
  - Park biotske raznovrstnosti Severni greben, približno 87 hektarjev blizu Univerze v Delhiju
  - park biotske raznovrstnosti Jamuna
  - Park biotske raznovrstnosti Neela Hauz, poleg Sandžaj Van
  - Sandžaj Van
  - Jezero Sandžaj
  - Park biotske raznovrstnosti Aravali
  - Park biotske raznovrstnosti dolina Tilpath, 70 hektarjev približno v bližini Sainik Farm
  - Zavetišče za divje živali Asola Bhati
- Harjana

  - Park biotske raznovrstnosti Aravali, Gurgaon
  - Park biotske raznovrstnosti gozd Madhogarh
  - Park biotske raznovrstnosti gozdNuh Aravali
  - Park biotske raznovrstnosti gozd Satnali
  - Tošam hills park biotske raznovrstnosti
  - jez Masani območje divjih živali
  - Matanhail območje divjih živali
  - Mokrišče Čhučhakvas
  - Zavetišče za divje živali Khaparvas
  - Zavetišče za divje živali Bhindavas
  - Sarbaširpur
  - Narodni park Sultanpur
  - Basai
  - Bandhvari gozd
  - gozd Mangar Bani
  - Izgubljeno jezero (Gurugram)
- Radžastan
  - Rezervat tigrov Sariska
  - Narodni park Ranthambore
  - Nacionalno svetišče Čambal
  - Zavetišče za divje živali Phulvari ki Nal
  - Zavetišče za divje živali Sita Mata
  - Zavetišče Todgarh-Raoli
  - Zavetišče za divje živali Mount Abu
  - Zavetišče za divje živali Kumbhalgarh
  - Zavetišče za divje živali Bassi
  - Zavetišče za divje živali Džaisamand
- Gudžarat

  - Zavetišče za divje živali Balaram Ambadži
  - Zavetišče za divje živali Džambughoda
  - Zavetišče medvedov šobarjev Džesore

### Rastlinstvo
Pogorje Aravali ima več gozdov z raznolikim okoljem.

### Živalstvo
Pogorje Aravali je bogato z divjimi živalmi. Prva raziskava divjih živali leta 2017 na območju 200 kvadratnih kilometrov, ki prečka pet okrožij (Gurgaon, Faridabad, Mevat, Revari in Mahendergarh) v Harjani, ki jo je izvedel Indijski inštitut za divje živali (WII), je odkrila 14 vrst, vključno: indijdski leopard, progasta hijena (7 opazovanj), evrazijski šakal (9 opažanj, z 92-odstotno zasedenostjo celotnega raziskovalnega območja), nilgav (Boselaphus tragocamelus) (55 opažanj), malajski musang (Paradoxurus hermaphroditus) (7 opažanj), sus (14 opažanj), rezus makak (Macaca mulatta) (55 opažanj), pav (57 opažanj) in indijski čokasti ježek (Hystrix indica) (12 opažanj). Spodbujen s prvo raziskavo je oddelek za divje živali pripravil načrt za obsežno študijo in popis divjih živali po celotnem pogorju Aravali, vključno z radijskim sledenjem divjih živali z ovratnico. Dobro znan habitat leopardov in hijen je vzdolž pogorja Ferozpure Džhirka-Nuh Aravali, kot tudi Delhijski južni greben (Faridabad-Gurugram) do območja Farrukhnagar na meji med Delhijem in Harjano, s poročili o opažanjih v vaseh Saidpur, Lokri in Džhund Sarai Viran blizu hitre ceste KMP; Bhukarka 7 km od Pataudija; Pathkori, Bhond, Mandavar v regiji Ferozepur Džirka.

## Pomisleki
Maja 1992 so bili nekateri deli hribovja Aravali v Radžastanu in Harjani zaščiteni pred rudarjenjem s klavzulami o ekološko občutljivih območjih indijskih zakonov. Leta 2003 je osrednja indijska vlada prepovedala rudarjenje na teh območjih. Leta 2004 je indijsko vrhovno sodišče prepovedalo rudarjenje na prijavljenih območjih Aravalija. Maja 2009 je vrhovno sodišče razširilo prepoved rudarjenja na območju 448 km² v okrožjih Faridabad, Gurgaon in Mevat v Harjani, ki zajema pogorje Aravali.
Poročilo iz leta 2013 je uporabilo satelitske posnetke visoke ločljivosti Cartosat-1 in LISS-IV za ugotavljanje obstoja in stanja rudnikov v pogorju Aravali. V okrožju Guru Gram zavzemajo površino 11.256 hektarjev, od tega je bilo 491 (4,36 %) hektarjev rudnikov, od tega 16 hektarjev (0,14 %) zapuščenih poplavljenih rudnikov. V okrožjih Faridabad in Mevat je bilo okoli 3610 hektarjev del rudarske industrije od skupno 49.300 hektarjev. Ti rudniki so bili predvsem kamnolomi granita in marmorja za uporabo v indijski stanovanjski in nepremičninski gradnji. Šarma navaja, da je v regiji osrednjega Radžastana nekaj rudarjenja imelo pozitivne in negativne učinke na sosednje kmetijstvo in ekosistem. Erozija, ki jo povzroča dež, prinaša hranila in potencialne onesnaževalce.

## Turizem
Pogorje Aravali je dom gozdov, divjih živali, zaščitenih območij, utrdb, ki so na seznamu Unescove dediščine, rek in zgodovinskih spomenikov, ki podpirajo veliko turistično industrijo.

## Galerija
- Pogorje Aravali v narodnem parku Ranthambhore v Radžastanu
- Pogorje Aravali blizu Udaipur Radžastan
- Sončni zahod z gore Abu